# Землетрясение в Бадахшане (2023)

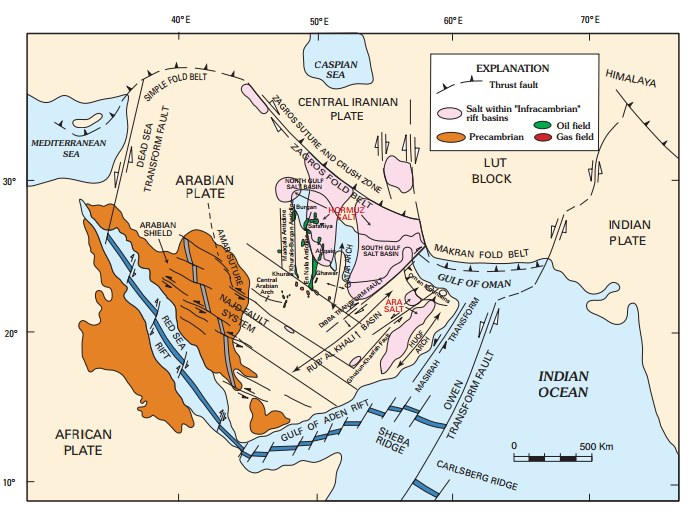
Аравийская платформа

21 марта 2023 года вечером в 21:47 во вторник произошло землетрясение магнитудой 6,5 с эпицентром в Гиндукуше, Афганистан.
Землетрясение ощущалось в Пакистане, Таджикистане, Узбекистане, Южном Казахстане, Индии и в Туркменистане.
В Туркменистане Лебапского велаята сила толчков составила 2—3 баллов.
В Ташкенте сила толчков составила 5 баллов.
Большая часть Южной Азии сейсмически активна, потому что тектоническая плита, известная как Индийская плита, вдавливается на север в Евразийскую плиту.
Геологическая служба США сообщила, что сила землетрясения составила 6,5 балла, в то время как Национальный центр сейсмологии Индии оценил магнитуду немного выше ― 6,6 балла.
По данным метеорологической службы Пакистана, произошло землетрясение магнитудой 7,7. «Люди выбегали из своих домов и читали Коран», — сказал корреспондент AFP в Равалпинди.